# IBM
International Business Machines Corporation (krajše IBM) je podjetje, ki deluje že od leta 1888, uradno pa je bilo združeno 15.junija 1911. Med ustanovitelji podjetja, ki se je združilo v IBM je bil tudi Herman Hollerith, izumitelj luknjane kartice.
IBM je prvo podjetje, ki je na trg izdalo osebni računalnik. Ker so bili računalniki takrat zelo dragi je bil to prvi računalnik, ki so si ga lahko privoščili navadni ljudje (približno današnjih 1000 €).
Sedež podjetja je v mestu Armonk, New York, (ZDA). Podjetje izdeluje in prodaja računalniško strojno in programsko opremo ter ponuja informacijske storitve. Kot podjetje s storitvami informacijske tehnologije je največje na svetu, skupno zaposljuje preko 330.000 delavcev in je eno redkih, ki kontinuirano deluje od 19. stoletja dalje. Deluje v več kot 170 državah sveta.